# Simon Rettenpacher
Simon Rettenpacher OSB (auch Rettenbacher; * 17. Oktober 1634 auf Hof Gänsbrunn zu Aigen bei Salzburg; † 10. Mai 1706 im Stift Kremsmünster) war ein österreichischer Benediktiner, lateinisch- und deutschsprachiger Dramatiker, Lyriker und Chronist.

## Leben
Rettenpacher studierte Geschichte und Rechtswissenschaft in Salzburg, Siena, Rom und Padua und wurde 1660 Mitglied des Benediktinerordens. 1664 wurde er zum Priester geweiht. Bis 1668 studierte er in Rom orientalische Sprachen. Durch den Leiter der Vatikanischen Bibliotheken Leone Allacci wurde er in die Sammlungen eingeführt.
Ab 1668 unterrichtete Rettenpacher orientalische Sprachen am Stiftsgymnasium Kremsmünster, 1671 bis 1675 war er Professor für Geschichte und Ethik an der Universität Salzburg, wo er zugleich das Universitätstheater leitete. 1675 bis 1689 wirkte er als Stiftsbibliothekar in Kremsmünster, danach war er Pfarrer in Fischlham.
Rettenpacher verfasste neben lateinischen Schauspielen, zu denen er teilweise auch die Begleitmusik komponierte, ein deutsches Schauspiel, etwa sechstausend lateinische Poeme, „teutsche Reimgedichte“ sowie theologische und historische Schriften.

## Werke (Auswahl)
- Innocentia dolo circum venta seu Demetrius (Drama), 1672
- Ineluctabilis vis fatorum seu Atys (Drama), 1673
- Perfidia punita seu Perseus (Drama), 1674
- Historia Norica cum Annalibus monasterii Cremifanensis (Chronik), 1677
- Misonis Erythraei (Ps.) Ludicra et satirica (Gedichte), 1678
- Prudentia victrix seu Ulysses (Singspiel), 1680
- Frauen-Treu, oder Herzog Welff auß Beyern durch Liebe seiner Frauen von grosser Gefahr errettet (Schauspiel), 1682
- Consilia sapientiae (über die Weisheit Salomos), 1682
- D.H.Villegas: Sapiens in suc secessus (Übersetzung aus dem Spanischen ins Lateinische), 1682
- Selecta dramata (Sammlung von 9 Dramen), 1683
- Meditationes evangelicae (Predigtensammlung), 1685
- Tuba evangelica (Predigtensammlung), 1688
- Sacrum connubium sive Theandri et Leucothöes sancti amores, 1700
- Flamma divini amoris, 1703

## Ausgaben und Übersetzungen
- Veronika Oberparleiter (Hrsg.): Simon Rettenpachers Komödie Judicium Phoebi, De nostri saeculi vatibus. Einleitung, lateinischer Text, Übersetzung und Kommentar. Berger & Söhne, Horn 2004, ISBN 3-85028-388-7
- Benno Wintersteller u. a. (Hrsg.): Simon Rettenpacher: Dramen. 3 Bände (Teil 1, Teil II/1, Teil II/2). Lit, Wien/Berlin 2007–2009 (lateinischer Text, Übersetzung, Kommentar)